# Klasycy Historiografii Warszawskiej
Klasycy Historiografii Warszawskiej – seria książek historycznych wydawana przez Instytut Historyczny Uniwersytetu Warszawskiego i Wydawnictwo Neriton. 
W serii drukowane są klasyczne dzieła historyków związanych z Warszawą. W skład komitetu redakcyjnego serii wchodzą: Katarzyna Błachowska, Marek A. Janicki, Małgorzata Karpińska (przewodnicząca), Krystyna Stebnicka, Piotr Węcowski.

## Książki wydane w ramach serii
- Marceli Handelsman, Historyka, oprac. Piotr Węcowski, Warszawa: Instytut Historyczny Uniwersytetu Warszawskiego - Wydawnictwo Neriton 2010.
- Ludwik Widerszal, Sprawy kaukaskie w polityce europejskiej w latach 1831-1864, Warszawa: Instytut Historyczny Uniwersytetu Warszawskiego - Wydawnictwo Neriton 2011.
- Oskar Halecki, Dzieje Unii Jagiellońskiej, t. 1: W wiekach średnich, oprac. Katarzyna Błachowska, Warszawa: Instytut Historyczny Uniwersytetu Warszawskiego - Wydawnictwo Neriton 2013.
- Oskar Halecki, Dzieje Unii Jagiellońskiej, t. 2: W XVI wieku, oprac. Katarzyna Błachowska, Warszawa: Instytut Historyczny Uniwersytetu Warszawskiego - Wydawnictwo Neriton 2013.
- Jerzy Tomaszewski, Żydzi w II Rzeczpospolitej, oprac. Artur Markowski i Szymon Rudnicki, Warszawa: Instytut Historyczny Uniwersytetu Warszawskiego - Wydawnictwo Neriton 2016.
- Iza Bieżuńska-Małowist, Niewolnictwo w Egipcie grecko-rzymskim, Warszawa: Instytut Historyczny Uniwersytetu Warszawskiego - Wydawnictwo Neriton 2016, ISBN 978-83-7543-409-5